# Ford 1955
El Ford 1955 es un modelo de automóvil que fue fabricado por la Ford Motor Company en Estados Unidos en el año 1955.

## Historia
La competencia con la marca Chevrolet no tenía fin y era necesario cambiar de modelos para ganar mercado, es por ello que después del Ford 1952, fue necesario rediseñar las líneas de los autos en fabricación e introducir mejora en los motores. El motor V8 salió con una potencia de 144 Hp. El otro cambio con el modelo anterior de Ford fue el cambio de denominación, dejándose de llamar Crestiline para llamarse Fairlane y el otro modelo se llamaba Thunderbird. El parabrisas se cambió por uno que denominaban panorámico. Por primera vez Ford ofreció como opcional incluir en algunos modelos el cinturón de seguridad. Otra novedad era la calefacción, que dejaba de entregar el calor a la salida del equipo y salía por orificios en el tablero y se incorpora por primera vez aire acondicionado, aprovechando el sistema de distribución de la calefacción. 

### Año 1956
El modelo que salió en este año sólo presentaba arreglos estéticos, principalmente en la defensa, comúnmente llamada paragolpes, se cambió la posición del equipo de aire acondicionado y se mejoró las salidas de aire, la otra novedad fue el sistema eléctrico de 12 voltios que introdujo la Ford en ese año. Algunos modelos de Ford, este año fueron vendidos en poca cantidad, principalmente el Fairlane Crown Victoria Skyliners, el que fue sustituido por un convertible al año siguiente.
Un Ford Mainline sedán de 1956 aparece en la película Psicosis de 1960 siendo conducido por el personaje Marion Crane, interpretada por Janet Leigh.

## Galería de imágenes

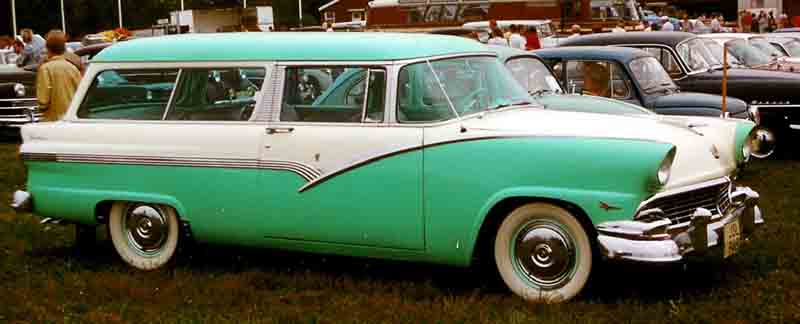
Ford 1956 Station Wagon
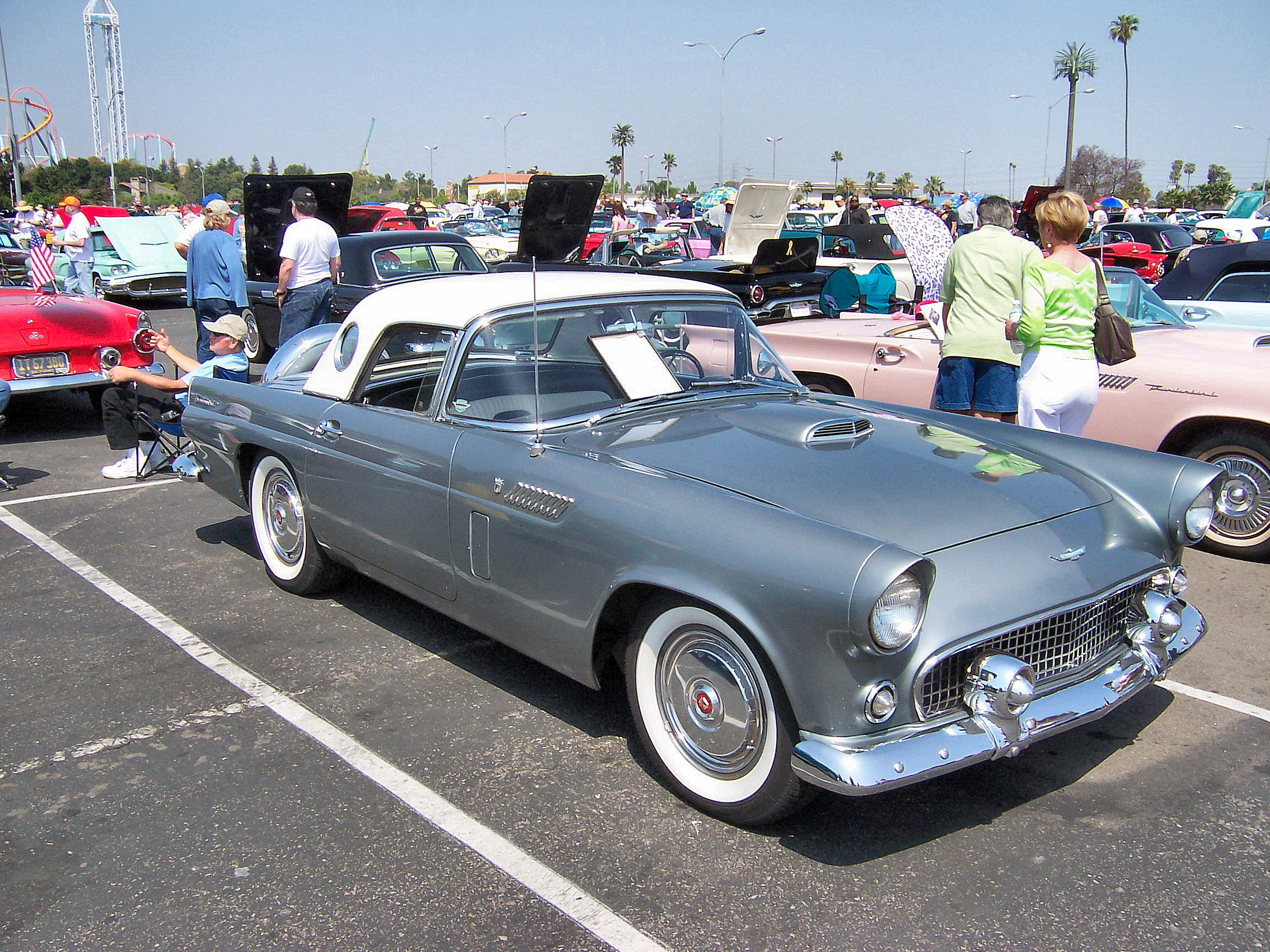
Ford 1956 Thunderbird
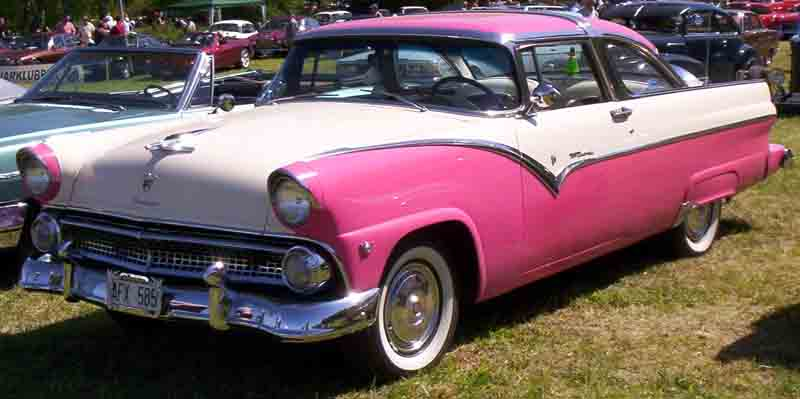
Ford 1955 Fairlane Crown Victoria
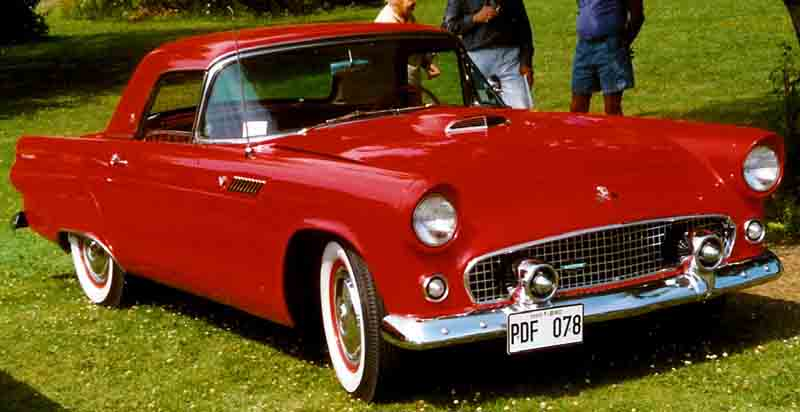
Ford 1955 Thunderbird
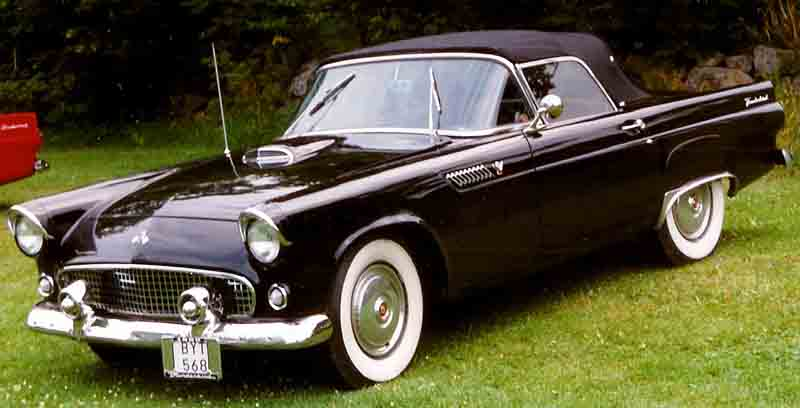
Ford 1955 Thunderbird descapotable
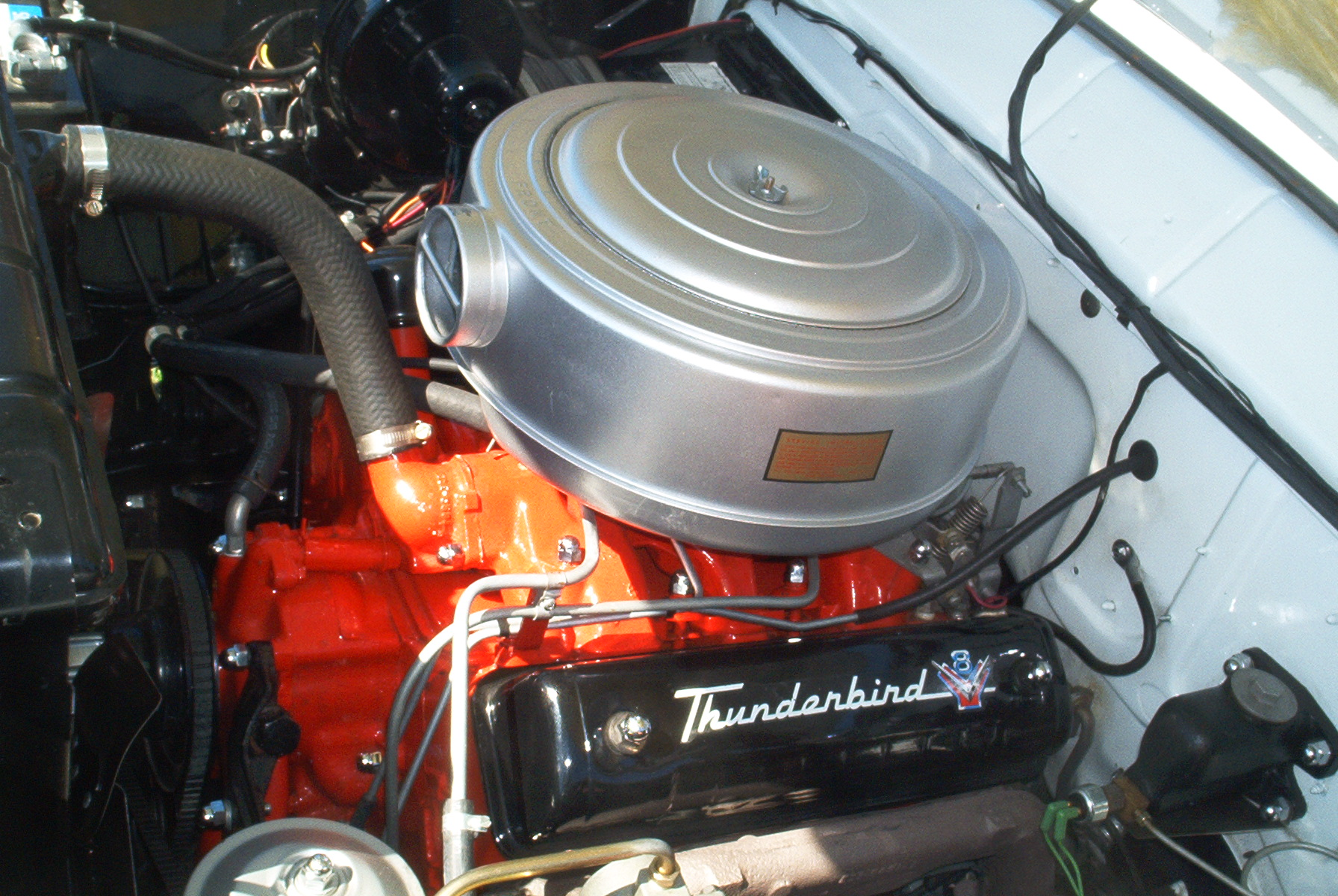
Motor Ford V8 1955 Thunderbird
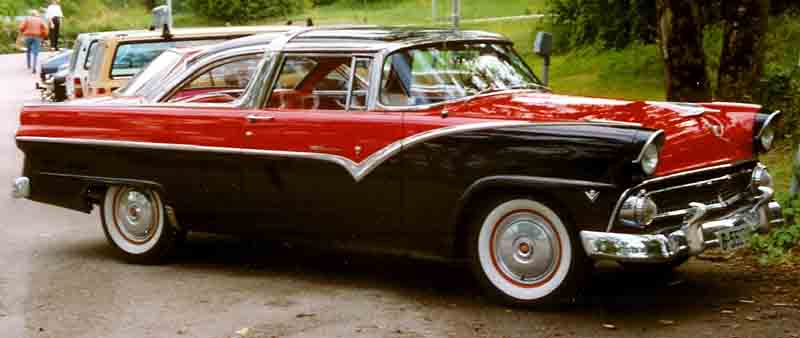
Ford 1955 Fairlane Crown Victoria V8
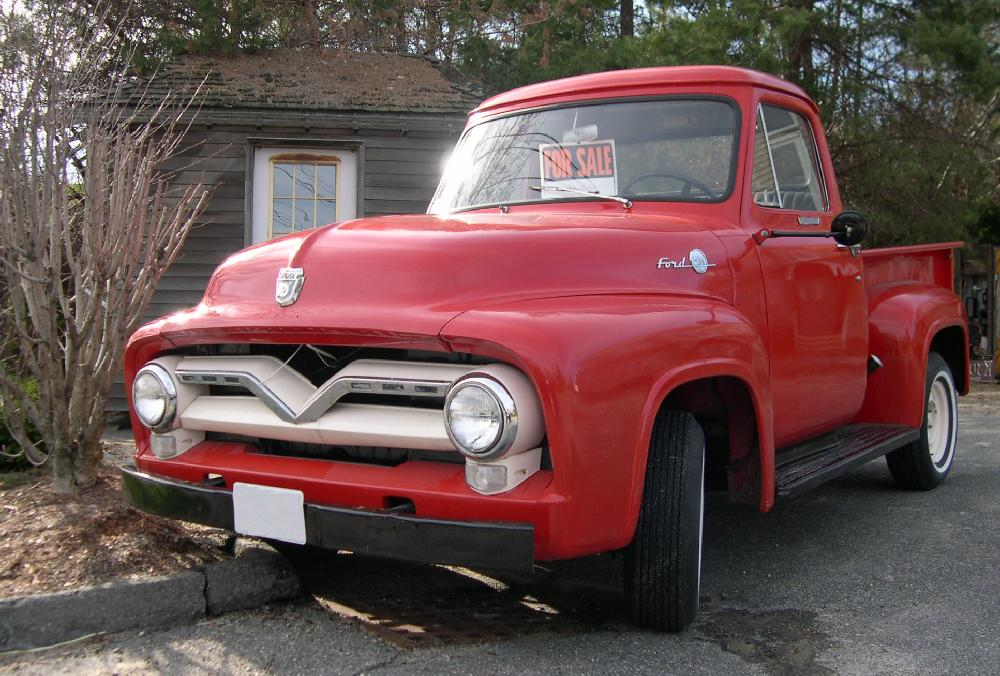
Ford 1955 F100 (camioneta)